# Parc de la Gorge-de-Coaticook
Parc de la Gorge-de-Coaticook är en park i Kanada.   Den ligger i provinsen Québec, i den sydöstra delen av landet, 300 km öster om huvudstaden Ottawa. Parc de la Gorge-de-Coaticook ligger 293 meter över havet.
Terrängen runt Parc de la Gorge-de-Coaticook är huvudsakligen platt, men söderut är den kuperad. Parc de la Gorge-de-Coaticook ligger nere i en dal. Runt Parc de la Gorge-de-Coaticook är det glesbefolkat, med 8 invånare per kvadratkilometer.. Närmaste större samhälle är Coaticook, 1,5 km sydost om Parc de la Gorge-de-Coaticook. 
Omgivningarna runt Parc de la Gorge-de-Coaticook är en mosaik av jordbruksmark och naturlig växtlighet.